# Racionalidad limitada
La racionalidad acotada o racionalidad limitada es un modelo de racionalidad humana propuesta para modelizar en ciencias sociales, especialmente en economía, la forma concreta de actuación de los agentes sociales. 

## Formulación de Herbert Simon
Herbert Simon (Premio Nobel de Economía 1978), en Models of Man ('Modelos del hombre'), señala que la mayoría de las personas son sólo parcialmente racionales y que, de hecho, actúan según impulsos emocionales no totalmente racionales en muchas de sus acciones (Simon pone a Albert Einstein como ejemplo de racionalidad acotada, en sus intentos por perseguir áreas de trabajo abandonadas por otros científicos).
Simon apunta que la racionalidad personal está de hecho limitada por tres dimensiones: 1) la información disponible, 2) la limitación cognoscitiva de la mente individual y 3) el tiempo disponible para tomar la decisión.
En El comportamiento administrativo , Simon señala que el comportamiento real no alcanza la racionalidad objetiva por lo menos de tres maneras: 1) el conocimiento de las consecuencias de una elección es siempre fragmentario, 2) como estas consecuencias pertenecen al futuro se pueden anticipar y valorar de manera imperfecta, 3) la elección de comportamientos es solo entre algunas posibles alternativas que se nos ocurren. Es decir, hay: a- imperfección del conocimiento, b- dificultades de anticipación, c- limitación de alcance de las posibilidades de comportamiento.
En otro trabajo Simon señala, que 

agentes limitadamente racionales experimentan limitaciones en la formulación y resolución de problemas complejos y en el procesamiento (recepción, almacenamiento, recuperación, transmisión) de información
Williamson, p. 553, citando a H. Simon

Simon, a quien se atribuye el término, describe un cierto número de aspectos en los cuales la concepción "clásica" de racionalidad puede hacerse más realista para describir la conducta económica real de los seres humanos. Los aspectos que señala Simon incluyen:
- Limitar qué tipo de funciones de utilidad serían usables.
- Admitir que existen costes de recopilar y procesar información y que esas operaciones requieren de un tiempo al que los agentes pueden no estar dispuestos a renunciar.
- Admitir la posibilidad de que exista una función vectorial o multivariada de utilidad, que los postkeynesianos recogen empleando una ordenación lexicográfica de las preferencias.

Además la racionalidad acotada sugiere que los agentes económicos usan métodos heurísticos para tomar decisiones más que reglas rígidas de optimización. De acuerdo con Simon, esta manera de proceder se debe a la complejidad de la situación o a la incapacidad de procesar y computar todas las alternativas cuando los costes de deliberación son altos.

## Decisiones óptimas versus decisiones satisfactorias
Herbert Simon plantea que, en lugar de tomar decisiones perfectamente racionales, los seres humanos suelen tomar decisiones satisfactorias. Esto se debe a que nuestra capacidad cognitiva es limitada y no siempre podemos evaluar todas las opciones posibles.
Simon introduce el concepto de racionalidad limitada, argumentando que los tomadores de decisiones no buscan la mejor opción absoluta (óptima), sino una que sea lo suficientemente buena dadas las circunstancias. A esto lo llama satisficing (combinación de satisfying y sufficing), es decir, encontrar una alternativa aceptable en lugar de la mejor posible.
En resumen, Simon no niega la racionalidad, pero sostiene que en la práctica las decisiones se toman dentro de un marco de restricciones cognitivas, de información y de tiempo, lo que nos lleva a elegir opciones satisfactorias en lugar de óptimas.

## Formulación de Daniel Kahneman
El «Premio Nobel» de Economía Daniel Kahneman propuso un modelo de racionalidad acotada para superar las limitaciones del agente perfectamente racional de la teoría económica neoclásica convencional.

## Nota
1. ↑  <Respecto de este libro, dos Premio Nobel mencionan lo siguiente: 1. Daniel Kahneman (Premio Nobel de Economía 2002) - Princeton University “Mi propio pensamiento acerca de la racionalidad limitada está basado profundamente en el trabajo fundacional de Herbert Alexander Simon. Todavía encuentro a este libro impresionante y digno de ser leído nuevamente.”
2. Reinhard Selten (Premio Nobel de Economía 1995) - Universität Bonn “El Comportamiento Administrativo de Herbert Simon es el texto clave que definió al campo moderno de la teoría de la administración organizacional”. .>